# Nils Andrén
Nils Bertel Einar Andrén, född 12 maj 1918 i Brännkyrka församling, Stockholms stad, död 25 september 2004 i Danderyd, Stockholms län, var en svensk statsvetare och professor. Bo Huldt kallade honom "Säkerhetspolitikens Grand Old Man".

## Biografi
Nils Andrén föddes i Stockholm som son till komminister Bertel Andrén och Betty Ocklind. Han var bror till patristikern Olof Andrén. Under studietiden, 1942–1943, var Andrén redaktör för den nybildade tidningen Svensk linje, Sveriges Konservativa Studentförbunds tidning, som startats samma år i respons på andra världskriget, i kritik av statsminister Per Albin Hansson, och vad de uppfattade som Sveriges undfallenhet mot Nazityskland. Han doktorerade i statskunskap, som statsvetenskapen hette då, vid Uppsala universitet 1947 med en avhandling om den klassiska parlamentarismens genombrott i England, och blev samma år utnämnd till docent där samt, också samma år, vid Göteborgs universitet. I Göteborg blev han tillförordnad professor 1948. År 1950 fick han en docentur vid Stockholms högskola, och 1953 blev han tillförordnad professor även där. Han var preceptor i statskunskap i Stockholm från 1958. Åren 1967–1969 var han professor vid Köpenhamns universitet.
1969 fick han posten som institutionschef för den säkerhetspolitiska institutionen vid FOA, där han kvarblev till pensioneringen 1983. Han var därtill styrelseordförande vid Utrikespolitiska Institutet, där han under 1990-talet efterträddes av  Leif Leifland.
Bland hans många uppdrag kan nämnas att han ingick i riksdagens särskilda utskott 1948, deltog i 1946 års riksdagsutredning, och var generalsekreterare vid Unescos International Political Science Associations kongress 1955, som gavs i Stockholm. Han var kultursekreterare i Nordiska rådet från 1955, och ingick i den svenska delegationen till dess kulturkommission 1946–1960.
Andrén har författat en mängd böcker som länge var huvudverk inom statsvetenskapen: Svensk statskunskap (1961), Nordisk statskunskap (1963), Utländsk statskunskap (1965), Säkerhetspolitik : analyser och tillämpningar (1997), Maktbalans och alliansfrihet (1996) är några av de verk som utgivits i många upplagor och använts som läromedel. Han var verksam in i de sista, över 80 år gammal, och skrev flitigt artiklar och recensioner i Nordisk tidskrift och Kungl. Krigsvetenskapsakademiens handlingar.
År 1996 erhöll han Konungens medalj, 8:e storleken i Serafimerordens band. 
Han gifte sig 1945 med filosofie kandidat Birgit Björck (1922–2005), dotter till Wilhelm Björck och Lizzie Pettersson. Makarna Andrén är begravna på Djursholms begravningsplats. Bland deras barn märks försvarsforskaren Krister Andrén.